# Anton D. Leeman

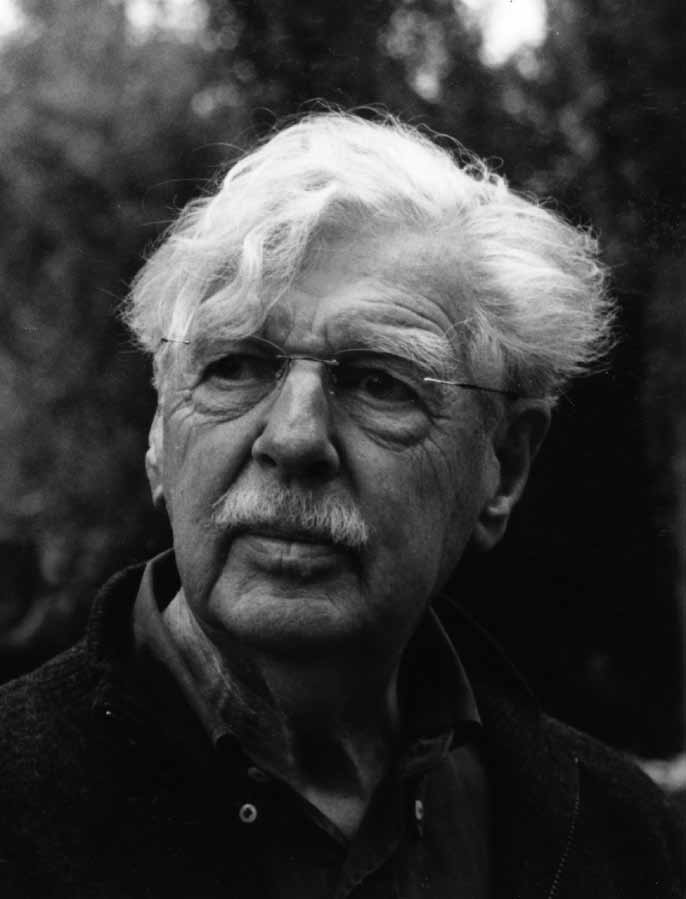

Anton (Ton) Daniël Leeman (* 9. April 1921 in Rotterdam; † 5. August 2010 in Lottum) war ein niederländischer Altphilologe.
Leeman besuchte das Erasmiaans Gymnasium in Rotterdam. Er studierte Klassische Philologie an der Rijksuniversiteit Leiden, wo er 1949 promovierte. 1952 wurde er an die Universität Amsterdam berufen, an der er 1986 emeritiert wurde. Sein Hauptgebiet war die Rhetorik, er leitete die International Society for the History of Rhetoric. Bekannt ist sein Werk Orationis Ratio zur Stilistik lateinischer Prosa. Er war Ritter im Orde van de Nederlandse Leeuw. Seit 1968 war er Mitglied der Königlich Niederländischen Akademie der Wissenschaften.

## Schriften
- 1949: Gloria: Cicero’s waardering van de roem, en haar achtergrond in de hellenistische wijsbegeerte en de romeinse samenleving (Dissertation)
- 1952: A systematical bibliography of Sallust (1879–1950). 2. Auflage (1965) A systematical bibliography of Sallust (1879–1964).
- 1957: Aufbau und Absicht von Sallusts Bellum Jugurthinum.
- 1963: Orationis Ratio. The stylistic Theories and Practice of the Roman Orators, Historians and Philosophers. ND 2021, ISBN 978-1013536090
- 1967: 11. Auflage des Beknop Latijns-Nederlandsch Woordenboek von F. Muller und E.H. Renkema.
- 1981–2008: (mit Harm Pinkster): M. Tullius Cicero: De oratore libri III. Text und Kommentar (fünf Teile), ISBN 978-3825330231
- 1982: The Technique of Persuasion in Cicero’s Pro Murena, in: Éloquence et rhétorique chez Cicéron (Fondation Hardt, Teil XXVIII, 193–236).
- 1985: Form und Sinn: Studien zur römischen Literatur, ISBN 978-3820454888
- 1986: mit Michael von Albrecht: Die römische Literatur in Text und Darstellung. Lat. /Dt. / Republikanische Zeit II (Prosa) (Reclams Universal-Bibliothek), ISBN 978-3150080672
- 1987: (mit Antoine Braet): Klassieke retorica: haar inhoud, functie en betekenis.
- 2003: Koenen Woordenboek, ISBN 978-9066486270